# Ivan Kurťak
Ivan Kurťak, též Ivan Kurtyák nebo Ivan Kurtjak, ukrajinsky Іван Куртяк (21. února 1888 Chust – 2. ledna 1933), byl československý politik rusínské národnosti a poslanec Národního shromáždění za Autonomní zemědělský sojuz.

## Biografie
Počátkem 20. let 20. století se angažoval při vzniku Karpatoruského zemědělského svazu. Ten ale postupně splýval s celostátní Republikánskou stranou zemědělského a malorolnického lidu (agrárníky), což část podkarpatoruských politiků odmítala. Kurťak se pak v lednu 1924 podílel na založení Autonomního zemědělského sojuzu, který podporoval autonomii Podkarpatské Rusi.
Po doplňovacích parlamentních volbách na Podkarpatské Rusi v roce 1924 se stal poslancem Národního shromáždění. V parlamentních volbách v roce 1925 mandát obhájil, stejně jako v parlamentních volbách v roce 1929. Kandidoval za Autonomní zemědělský sojuz, který do voleb šel v koalici s Československou národní demokracií. V roce 1930 předložil Kurťak spolu se zástupci stran německé, maďarské a polské menšiny v parlamentu návrh na zřízení menšinový výbor, který by se zabýval stížnostmi menšin na nerovné postavení v rámci ČSR. Po jeho smrti roku 1933 zaujal jeho poslanecké místo Andrej Bródy.
Podle údajů k roku 1929 byl profesí zemědělcem z Chustu.